# آي ام اي (IMA) للصحة العالمية
آي ام اي (IMA) للصحة العالمية, هي منظمة غير ربحية دولية للرعاية الصحية. وهي مؤسسة خيرية دينية متخصصة في شراء اللوازم الطبية وتوزيعها على الدول النامية. الهدف منها هو توفير الرعاية الصحية للضعفاء والمهمشين في الدول النامية في العالم. يخدم ريتشارد كرئيس ومدير تنفيذي لآي ام اي (IMA) للصحة العالمية، ومقرها في نيو ويندسور، ماريلاند. الآي ام اي (IMA) هو عضو في المجموعة الأساسية لبقاء الأطفال ومجلس الصحة العالمي وشريكة لتبرعات
الجودة الطبية. بالإضافة إلى ذلك مسجلة مع الوكالة الأمريكية للتنمية الدولية
التاريخ:
تأسست (IMA) الصحة العالمية والمعروفة أيضا بالمساعدة الطبية في الكنائس عام 1960 كتحالف عدد من وكلات الأغاثة والتنمية القائمة على الإيمان. وكان الهدف منها هو التركيز على طلبات الهدايا العينية والاشراف عليها من اللأدوية والمستلزمات الطبية المصنعة وتوجيهها بشكل مناسب إلى المنشأت الصحية ومراكز اللاجئين وبرامج الإغاثة من الكوارث.
بدأت المنظمة بتوزيع التبرعات من المستودعات في ولاية ماريلاند. وتم تشغيل المستودع من قبل رعاة الآي ام اي (IMA) وكنيسة الأخوة. وحتى الآن تمكنت المنظمة بتوزيع أكثر من مليار من المستلزمات الطبية وشحنها ل 52 دولة. قدمت الآي ام اي (IMA) خدمات طبية للناس في المناطق التي تم تدميرها في الحروب الأهلية والكوارث الطبيعية بالإضافة إلى توزيع المستلزمات الطبية اللازمة.
في عام 2010 ثلاثة من موظفي وكالة (IMA) قد نجوا من الموت بأعجوبة أثناء العمل لأنهاء داء الخيطيات اللمفاوي (داء الفيل) في هايتي. وقد أمضى الموظفين 50 ساعة محاصرين تحت أنقاض فندق في بورت أوبرنس بعد أن ضرب زلزال تلك المنطقة.
لكنهم في نهاية المطاف تم إنقاذهم. وقد استجابت المنظمة لهذه الكارثة بتوفير صناديق الأدوية ومستلزمات النظافة.
وفي أواخر عام 1990, وسعت (IMA) للصحة العالمية جهودها لتشمل إدارة مشاريع خدمات الرعاية الصحية في الدول النامية. وعملت المؤسسة على بناء النظم الصحية والخدمات الأساسية، والسيطرة على الأمراض بما في ذلك فيروس نقص المناعة البشرية (الإيدز) وأمراض المناطق المدارية المنسية وتجشيع الدعم القائم على الإيمان المحلي. كما تجند الموظفين للخدمة في المناطق المحتاجة. ويشارك العاملين فيها في مشاريع بجمهورية الكونغو الديمقراطية وهايتي وجنوب السودان وتنزانيا أيضا.